# Aleksandar Luković
Aleksandar Luković (nascut a Kraljevo, Iugoslàvia, el 23 d'octubre del 1982) és un futbolista professional serbi que actualment juga a les files de l'Estrella Roja de Belgrad, també va ser jugador de la selecció sèrbia.

## Trajectòria futbolística

### Inicis
Luković va començar la seua carrera com a futbolista a l'equip de la seua població natal, l'FK Sloga Kraljevo. L'any 2002 fitxà per l'Estrella Roja un dels equips serbis més importants. El seu primer partit en la Copa de la UEFA el disputà substituint a un altre dels referents serbis actuals, Nemanja Vidić.

### Udinese
Després de dues cessions, una a l'FK Jedinstvo Ub i l'altra a l'Ascoli Calcio acabà fitxant per l'Udinese Calcio el 2006. Acabà la seua cessió a l'Ascoli formant ja part de l'Unidese, equip amb el qual debutà a la Serie A el 27 de gener del 2007 contra el Torino.

### Zenit St. Petersburg
Després de la seua participació en la Copa del Món 2010 i d'haver tingut cert protagonisme amb la seua selecció, arribà a un acord amb l'equip rus del FC Zenit Sant Petersburg. El traspàs es va tancar a raó d'uns 7,5M€ per a l'Udinese Calcio i al voltant d'1,5M€ per al jugador per cada una de les quatre temporades.

### Selecció
Va debutar amb la selecció sèrbia el 15 d'agost del 2005, disputant un partit contra Polònia. Ha format part de la selecció sèrbia participant en la Copa del Món 2010.